# 무주고등학교
무주고등학교(茂朱高等學校)는 대한민국 전북특별자치도 무주군 무주읍 읍내리에 있는 공립 고등학교이다.

## 학교 연혁
- 1951년 9월 25일 : '무주농업고등학교' 로 개교
- 1973년 3월 1일 : '무주종합고등학교' 로 개명
- 1982년 3월 1일 : 남학교, 여학교로 분리
- 1987년 3월 1일 : '무주고등학교' 로 개명
- 1988년 9월 1일 : 중,고 분리
- 1990년 3월 1일 : 남학교, 여학교 통합
- 2010년 3월 1일 : 기숙형 고등학교 출범
- 2010년 8월 19일 : 학과개편 인가(보통과 3학급, 전문과 1학급), 일반계학교 체제 전환 확정
- 2016년 3월 1일 : 일반계학교 체제 전환 완성(전학년 보통과 4학급)
- 2016년 3월 1일 : 학습공동체로 성장하는 참학력 학교 운영
- 2017년 3월 1일 : 창의 융합형 인재교육 연구학교 운영(2년간)
- 2022년 9월 1일 : 제29대 박용규 교장 부임
- 2024년 2월 8일 : 제72회 77명 졸업(총 7,119명)

## 참고 자료
- 무주고등학교 - 한국교육학술정보원 학교알리미